# Fernando Lugo
Fernando Armindo Lugo Méndez (ur. 30 maja 1951 w San Solano) – paragwajski polityk, były duchowny rzymskokatolicki oraz prezydent Paragwaju w latach 2008–2012. 

## Młodość i edukacja
Fernado Lugo urodził się w 1951 w miejscowości San Solano w departamencie Itapúa. Wychowywał się w rodzinie, która nie odznaczała się szczególną religijnością, była natomiast aktywna politycznie. Jego wuj, Epifanio Méndes Fleitas, był znanym dysydentem Partii Colorado, prześladowanym i zmuszonym do uchodźstwa przez reżim Alfredo Stroessnera. Ojciec Lugo był dwunastokrotnie więziony, a część z jego starszego rodzeństwa została skazana na wygnanie. 
Fernando Lugo otrzymał podstawowe wykształcenie w szkole religijnej w Encarnación. W tym czasie sprzedawał także przekąski na ulicach. W wieku 18 lat, wbrew woli ojca, który chciał, by syn został prawnikiem, Lugo poszedł do kolegium nauczycielskiego. Rozpoczął nauczanie w wiejskich społecznościach, pośród bardzo religijnej ludności. Według własnych słów odkrył wówczas swoje powołanie i 1 marca 1970 wstąpił do seminarium Zgromadzenia Słowa Bożego. 

## Posługa kapłańska
Święcenia kapłańskie otrzymał 15 sierpnia 1977. Tego samego roku został wysłany na pięć lat z misją do Ekwadoru do prowincji Bolívar. Zetknął się tam z teologią wyzwolenia. W 1982 powrócił do Paragwaju. Po roku policja paragwajska zażądała wydalenia go z kraju. Wówczas władze kościelne zdecydowały o wysłaniu go do Rzymu na studia teologiczne i socjologiczne na Papieskim Uniwersytecie Gregoriańskim. Lugo wrócił do ojczyzny w 1987, dwa lata przed upadkiem reżimu Stroessnera.
17 kwietnia 1994 został wyświęcony na biskupa i otrzymał w posługę najbiedniejszą diecezję kraju w departamencie San Pedro.
Po podjęciu decyzji o zaangażowaniu się w politykę, Lugo 11 stycznia 2005 zrezygnował z funkcji biskupich. Stolica Apostolska nie usunęła go ze stanu duchownego, a jedynie emerytowała i suspendowała.
Decyzją Stolicy Apostolskiej 30 lipca 2008 Lugo został przeniesiony do stanu świeckiego.

## Kampania prezydencka
Lugo, powszechnie określany jako „biskup biednych”, wziął udział w wyborach prezydenckich 20 kwietnia 2008 jako kandydat centrolewicowego Sojuszu Patriotycznego na rzecz Zmiany (Alianza Patriótica por el Cambio). Pierwsze informacje na temat jego startu w wyborach prezydenckich pojawiły się w lutym 2007. W listopadzie 2007 Lugo został oficjalnym kandydatem w wyborach prezydenckich, mimo wątpliwości w związku z konstytucyjnym zakazem sprawowania urzędu przez osoby duchowne.
W swych hasłach przedwyborczych podnosił przede wszystkim kwestię walki z nierównością społeczną w kraju. Przed wyborami krążyły pogłoski o planach zamachu na Lugo. Od marca 2007 Fernando Lugo prowadzi własny blog na stronie paragwajskiej gazety „ABC Color”.

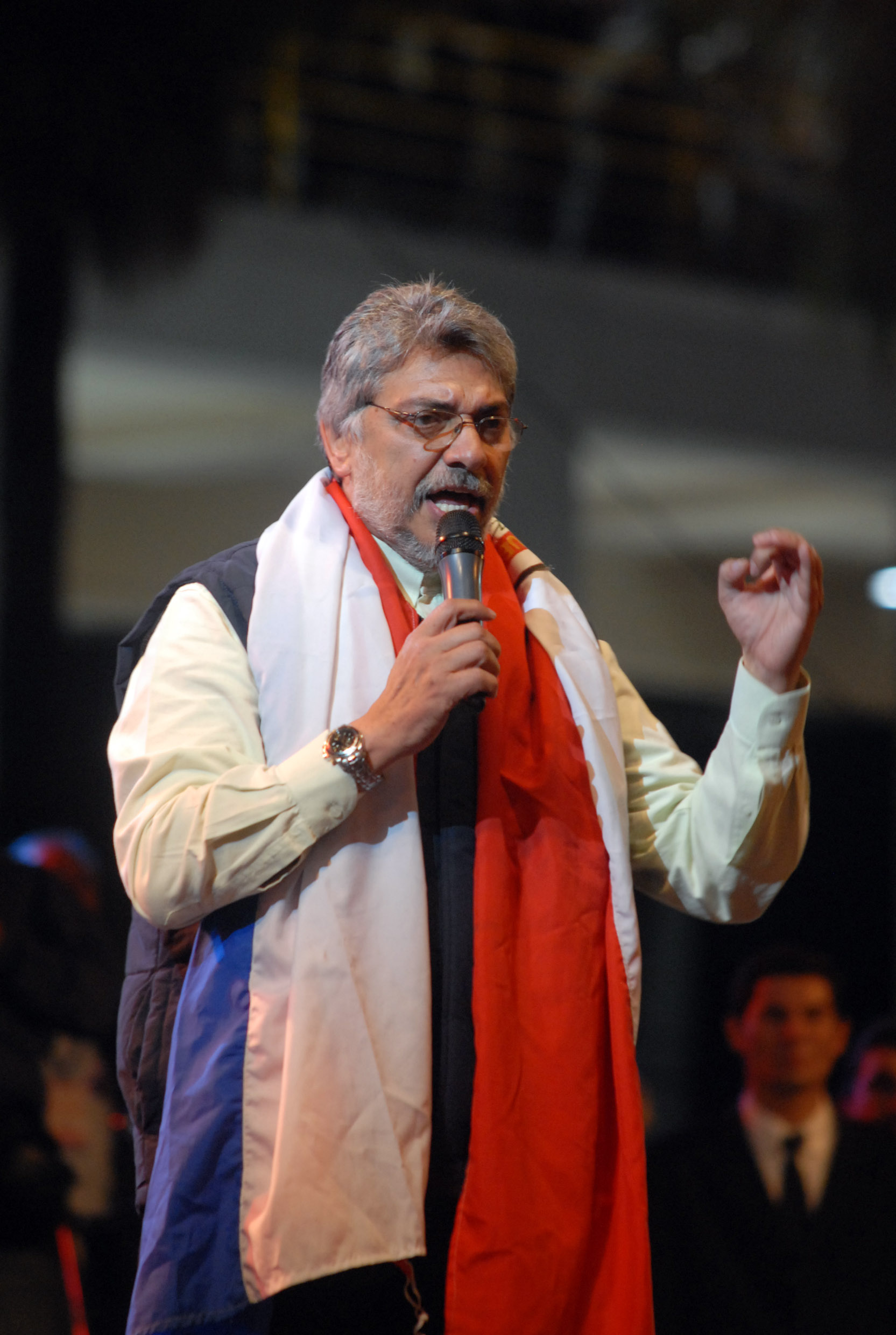
Lugo po ogłoszeniu zwycięstwa
w wyborach prezydenckich

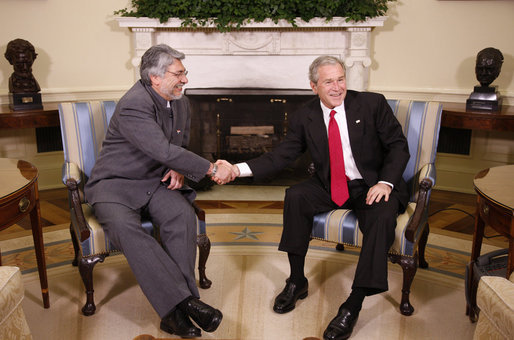
Fernando Lugo z prezydentem George’em W. Bushem, Waszyngton, listopad 2008

20 kwietnia 2008 Fernando Lugo wygrał wybory prezydenckie, uzyskując 42,3% głosów. Tym samym odsunął od władzy Partię Colorado, dominującą od 61 lat w polityce paragwajskiej. Kandydatka Partii Colorado, Blanca Ovelar, zajęła drugie miejsce z wynikiem 31,8% głosów. Trzecie miejsce i 22,8% głosów zdobył były generał, Lino Oviedo.

## Prezydent
Fernando Lugo na stanowisko prezydenta Paragwaju został zaprzysiężony 15 sierpnia 2008. W swoim przemówieniu, które wygłosił w języku hiszpańskim i języku guarani, zapowiedział walkę z korupcją oraz przeprowadzenie reformy rolnej. Ponieważ Fernando Lugo nie jest żonaty, ogłosił iż funkcję „pierwszej damy” pełnić będzie jego siostra, Mercedes Lugo. Stanowisko wiceprezydenta objął Federico Franco. 
W kwietniu 2009 wokół osoby prezydenta wybuchł skandal obyczajowy. 13 kwietnia 2009 prezydent Lugo potwierdził publicznie, że jest ojcem dwuletniego chłopca, urodzonego w maju 2007 i poczętego jeszcze w okresie kiedy był kapłanem. Papież zwolnił Lugo ze stanu duchownego dopiero w lipcu 2008. Matka chłopca, 26-letnia Viviana Carrillo, kilka dni wcześniej wniosła pozew o ojcostwo przeciw prezydentowi. W kolejnych dniach, dwie następne kobiety wystąpiły o uznanie ojcostwa prezydenta wobec swoich dzieci, 6-letniego oraz 14-miesięcznego chłopca. Prezydent zaprzeczył jednak, jakoby był ich ojcem.
Wiadomości te nadszarpnęły wizerunek prezydenta, choć nie zszokowały paragwajskiego społeczeństwa, opartego na kulturze mężczyzny „macho”. Ze strony opozycji pojawiły się pojedyncze głosy, wzywającego go do ustąpienia z urzędu. Według opozycji prezydent, który w czasie kampanii podkreślał znaczenie uczciwości, utracił swoją wiarygodność. Lugo w odpowiedzi oświadczył, że zamierza pozostać na stanowisku szefa państwa do końca swojej kadencji. Poprosił również o wybaczenie każdego, kto poczuł się obrażony zaistniałą sytuacją. Stwierdził, że „zawiódł Kościół, państwo i obywateli, którzy mu zaufali”.
Po wykryciu u niego w sierpniu 2010 chłoniaka, został poddany leczeniu przy jednoczesnej kontynuacji obowiązków prezydenckich. Kilkukrotnie otrzymał cykle chemioterapii w szpitalu w São Paulo. W styczniu 2012 publicznie poinformował o skuteczności leczenia i całkowitej remisji nowotworu. 
Na początku czerwca 2012 prezydent uznał ojcostwo drugiego nieślubnego dziecka, tym razem 10-letniego chłopca, który został poczęty w okresie, gdy sprawował urząd biskupa diecezji San Pedro. Jego matka, Narcisa Delacruz, pracowała w tym czasie jako sprzątaczka na terenie diecezji. 

## Złożenie z urzędu prezydenta
Prezydent Fernando Lugo został pozbawiony urzędu na drodze impeachmentu. 21 czerwca 2012 wniosek o rozpoczęciu przeciwko niemu procedury impeachmentu przegłosowała Izba Deputowanych. Procedurę poparł również Senat, od którego decyzji zależało ostateczne odwołanie głowy państwa. Wyznaczył on termin przesłuchania prezydenta na następny dzień, dając mu 24 godziny na przygotowanie swojego stanowiska.
Kontrolowany przez opozycję parlament postawił prezydentowi zarzut odpowiedzialności politycznej za akcję eksmisji miejscowej ludności w departamencie Canindeyú. 15 czerwca 2012, w trakcie eksmisji ludności z terenów prywatnej fabryki doszło do starć z policją, w wyniku których zginęło 7 policjantów i co najmniej 9 farmerów. Protestujący argumentowali, że tereny fabryki zostały im bezprawnie odebrane w czasach wojskowego reżimu Alfredo Stroessnera. Po eskalacji napięcia cywile otworzyli ogień w kierunku służb bezpieczeństwa, w rezultacie czego 9 z nich postawiono zarzuty zabójstwa. Po incydencie do dymisji podali się dowódca policji oraz minister spraw wewnętrznych, a prezydent Lugo zapowiedział rozpoczęcie śledztwa w sprawie. 
22 czerwca 2012 Senat przegłosował zdjęcie prezydenta z urzędu. Tego samego dnia nowym prezydentem kraju zaprzysiężony został zgodnie z konstytucją wiceprezydent Federico Franco, mający sprawować urząd do końca konstytucyjnej kadencji poprzednika w sierpniu 2013. Prezydent Lugo odwołał się od decyzji parlamentu do Sądu Najwyższego, uzasadniając że procedura nie zagwarantowała mu uczciwego procesu z powodu zbyt krótkiego czasu na obronę. Zapowiedział akceptację prawnego rozstrzygnięcia, nazywając jednak decyzję "zamachem stanu dokonanym przez kontrolowany przez prawicę parlament". Stwierdził, że "historia i demokracja Paragwaju zostały głęboko zranione". Nowy prezydent Franco stwierdził, że proces impeachmentu odbył się w zgodzie z prawem i konstytucją. 25 czerwca 2012 zdjęcie z urzędu prezydenta Lugo zostało zatwierdzone przez Sąd Najwyższy i sąd wyborczy. 
Odwołanie Fernando Lugo i sposób jego odwołania spotkał się z krytyką ze strony państw Ameryki Łacińskiej i regionalnych organizacji międzynarodowych. Skala krytyki uzależniona była od poszczególnych podmiotów. Prezydenci Argentyny (Cristina Fernández de Kirchner), Brazylii (Dilma Rousseff) i Urugwaju (José Mujica) potępili wydarzenia, określając je jako bezprawne i wezwali swoich ambasadorów na konsultacje. Prezydenci Wenezueli (Hugo Chávez) oraz Ekwadoru (Rafael Correa), poza słowami potępienia, zapowiedzieli nieuznanie nowych władz. Prezydenci Kolumbii (Juan Manuel Santos), Meksyku (Felipe Calderón) i Chile (Sebastián Piñera) skrytykowali sposób odwołania Lugo i niezapewnienie mu odpowiedniego czasu na obronę. Stany Zjednoczone i Hiszpania w ogólnych słowach wezwały polityków do poszanowania zasad demokracji w Paragwaju. 29 czerwca 2012 Mercosur zawiesił członkostwo Paragwaju w organizacji do czasu przeprowadzenia kolejnych wyborów powszechnych w kwietniu 2013, nazywając odwołanie prezydenta Lugo "parlamentarnym zamachem stanu". W sierpniu 2012 sąd wyborczy wyznaczył datę wyborów powszechnych na 21 kwietnia 2013.